# Planchonella nebulicola
Planchonella nebulicola là một loài thực vật có hoa trong họ Hồng xiêm. Loài này được H.J.Lam miêu tả khoa học đầu tiên năm 1932.